# Шведов, Виталий Леонидович
Виталий Леонидович Шведов (23 октября 1940, Николаев, УССР, СССР — 20 мая 2015, Николаев, Украина) — советский, украинский и белорусский тренер по фристайлу, заслуженный тренер СССР (1991), заслуженный тренер Украины.

## Биография
Работал тренером по акробатике и батуту. Являлся одним из основоположников фристайла в СССР. При его активном участии на водной базе ДСО «Спартак» был построен первый трамплин в Украинской ССР.
Старший тренер сборной СССР (1987—1991). Главный тренер сборной Украины по фристайлу (1992—1998), старший тренер сборной Белоруссии (1998—2004). Подготовил 10 участников Олимпийских игр, 6 чемпионов мира среди кадетов. Являлся тренером олимпийской чемпионки зимних Олимпийских игр в Сочи (2014) Аллы Цупер, чемпиона зимних Игр в Ванкувере (2010) Алексея Гришина. Под его руководством тренировались участники Олимпийских игр, чемпионатов и этапов кубка мира Инна Палиенко, Наталья Шерстнёва, Сергей Бут, Игорь Ишутко, Максим Нескоромный.
С 2009 г. работал в Центре спортивной подготовки по зимним видам спорта Краснодарского края тренером по подготовке фристайлистов вместе со своей женой Натальей Константиновной Шведовой. Работал с Вероникой Корсуновой и Алиной Гридневой, братом и сестрой Ассолью и Тимофеем Сливцом.